# Villaluenga de la Sagra
Villaluenga de la Sagra község Spanyolországban, Toledo tartományban. Villaluenga de la Sagra Recas, Cedillo del Condado, Yuncler, Pantoja, Cobeja, Villaseca de la Sagra, Magán, Cabañas de la Sagra és Yunclillos községekkel határos. Lakosainak száma 4171 fő (2024).

## Népesség
A település népessége az utóbbi években az alábbiak szerint változott:
| Lakosok száma | 2648 | 2929 | 3469 | 3887 | 4083 | 3963 | 3780 | 3815 | 4081 | 4171 |
|               | 2001 | 2004 | 2007 | 2009 | 2012 | 2014 | 2017 | 2019 | 2022 | 2024 |